# Fisera perplexata
Espèce
Fisera perplexata est un insecte lépidoptère de la famille des Geometridae qui vit en Australie.